# Kärrvivlar
Erirhinidae är en familj av skalbaggar. Erirhinidae ingår i överfamiljen Curculionoidea, ordningen skalbaggar, klassen egentliga insekter, fylumet leddjur och riket djur. Enligt Catalogue of Life omfattar familjen Erirhinidae 570 arter. 

## Dottertaxa till Erirhinidae, i alfabetisk ordning[1]
- Absoloniella
- Acentroides
- Aganeuma
- Alhypera
- Anchonoides
- Aonychus
- Apachiscelus
- Aplopus
- Argentinorhynchus
- Arthrostenus
- Athor
- Baeosomus
- Bagoidellus
- Bagoopsis
- Brachybamus
- Brachypus
- Bryocatus
- Caenosilapillus
- Callodus
- Colabotelus
- Colchis
- Ctylindra
- Cyrtobagous
- Degorsia
- Drongis
- Echinocnemus
- Endaliscus
- Endalus
- Erirhigous
- Erirhinus
- Erycus
- Euprocas
- Grasidius
- Grypidius
- Grypus
- Hexeria
- Hydronomidius
- Hydrotimetes
- Hypoglyptus
- Hypselus
- Icaris
- Jekelia
- Lepidonotaris
- Lissorhoptrus
- Lostianus
- Monius
- Neobagous
- Neochetina
- Neogeobyrsa
- Neohydronomus
- Niphobolus
- Notaris
- Notiodes
- Notionomus
- Notiophilus
- Notodermus
- Ochetina
- Ochodontus
- Onychylis
- Panscopus
- Paramonius
- Penestes
- Philacta
- Picia
- Picianus
- Prionochelus
- Procas
- Prolobodontus
- Pyraechmes
- Remaudierella
- Siraton
- Stenopelmus
- Stilbopsis
- Tadius
- Tanysphyrus
- Theanellus
- Thryogenes
- Tychiosoma